# 陈振东
陈振东（1952年—），汉族，中华人民共和国政治人物、第十一届全国政协委员。
担任中华海外联谊会理事、湖南省工商联副主席、香港渝振控股集团有限公司。2008年，当选第十一届全国政协委员，代表特邀香港人士，分入第五十三组。
2011年，陈振东受香港城市大學予榮譽院士名銜